# Staurogyne riedeliana
Staurogyne riedeliana är en akantusväxtart som beskrevs av Carl Ernst Otto Kuntze. Staurogyne riedeliana ingår i släktet Staurogyne och familjen akantusväxter. Inga underarter finns listade i Catalogue of Life.